# Diana DeGette
Diana DeGette, née le 29 juillet 1957 à Tachikawa, au Japon, est une femme politique de l'État du Colorado aux États-Unis. Membre du Parti démocrate, elle représente le district de Denver à la Chambre des représentants des États-Unis depuis 1997.

## Biographie

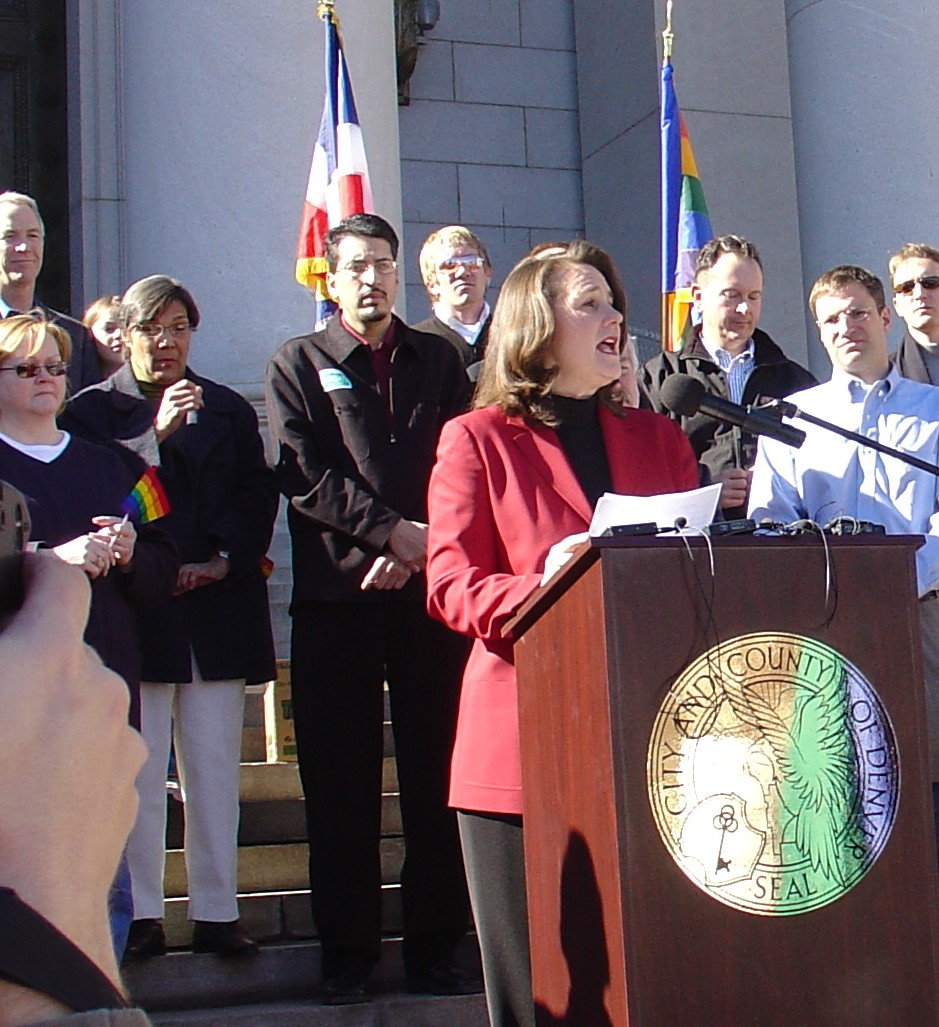
Diana DeGette lors d'un meeting.

Issue d'une famille originaire du Colorado, Diana Louise DeGette est née au Japon à Tachikawa alors que son père, un soldat de l'armée américaine, y réside dans le cadre de son travail. Elle est diplômée du Colorado College et décroche ensuite un doctorat de droit à l'université de New York en 1982. Elle retourne ensuite à Denver dans le Colorado pour y commencer une carrière juridique.
Active également dans la vie politique, elle est élue à la Chambre des représentants du Colorado en 1992. Elle est réélue en 1994. Elle fait passer une loi qui donne accès à l'avortement aux femmes.
En 1996, elle est élue à la Chambre des représentants américaine pour le district de Denver (1er district du Colorado) avec 56,9 % des voix face au républicain Joe Rogers. Elle est depuis réélue tous les deux ans avec plus de 65 % des suffrages.
DeGette se fait connaître au niveau national en 2005 lorsque sa proposition de loi visant à favoriser le financement en recherche sur les embryons est votée. Cette loi va alors contre la volonté du président américain George W. Bush. La loi qui passe au Sénat subit le veto du président en juillet 2006.
DeGette est mariée à Lino Lipinsky qui travaille pour la société McKenna Long & Aldridge. Elle a deux filles. En novembre 2007, DeGette fait savoir qu'elle soutient la sénatrice Hillary Clinton lors des élections primaires démocrates pour la présidentielle de 2008.